# Bristol Centaurus
Bristol Centaurus var en brittisk flygmotor tillverkad av Bristol Aeroplane Company under 1940- och 1950-talen. Den utprovades på bland annat Hawker Tempest och Hawker Sea Fury under andra världskriget, men inga flygplan med Centaurus-motorer hann sättas in i strid. Efter kriget användes den i transport- och passagerarflygplan som Blackburn Beverley, Airspeed Ambassador och Bristol Brabazon.

## Utveckling
Centaurus var den sista och största i en rad framgångsrika stjärnmotorer från Bristol som började med Perseus, som var Bristols första slidmotor, och fortsatte med Hercules och dess lillebror Taurus. Jämfört med Hercules hade Centaurus 40 % större slagvolym. Genom att öka antalet cylindrar från 14 till 18 och öka slaglängden från 170 till 180 mm kunde man åstadkomma det trots att diametern bara ökade med 6 %. En speciell koppar–krom-legering i cylindrarna ökade värmeledningsförmågan vilket gjorde att effekten kunde dubbleras.
Centaurus började utvecklas 1938, men utvecklingen låg på is under första delen av andra världskriget på grund av efterfrågan på Hercules-motorer. Först 1942 påbörjades serieproduktion för bland annat bombflygplanet Vickers Warwick och jaktflygplanet Hawker Tempest. Vid krigsslutet hade 2 500 Centaurus-motorer tillverkats, men mindre än hälften av dem hade monterats i flygplan och ännu färre hade flugit. Efter kriget började motorerna i stället användas i transport- och passagerarflygplan som Blackburn Beverley, Airspeed Ambassador och Bristol Brabazon. Den starkaste versionen av Centaurus hade en effekt på 3 200 hästkrafter.

## Varianter
- Centaurus VI – Militär motor, 2 500 hk, använd i Vickers Warwick.
- Centaurus VII – Militär motor, 2 520 hk, använd i Bristol Buckingham, Bristol Buckmaster och Short Shetland.
- Centaurus IX – Militär motor, 2 520 hk, använd i Blackburn Firebrand.
- Centaurus XVII – Militär motor, 2 470 hk vid 2 700 RPM, använd i Hawker Sea Fury och Hawker Tempest Mk.II
- Centaurus XX – Civil motor, 2 650 hk, använd i Bristol Brabazon.
- Centaurus 57 – Militär motor, 2 470 hk, använd i Bristol Brigand och Fairey Spearfish.
- Centaurus 59 – Militär motor, 2 475 hk, använd i Blackburn Firecrest.
- Centaurus 173 – Militär motor, 2 850 hk, använd i Blackburn Beverley.
- Centaurus 568 – Civil motor, 2 500 hk, använd i Breda-Zappata BZ.308.
- Centaurus 661 – Civil motor, 2 625 hk vid 2 800 RPM, använd i Airspeed Ambassador.
- Centaurus 661 – Civil motor tänkt för Bristol Britannia.